# Котуніт

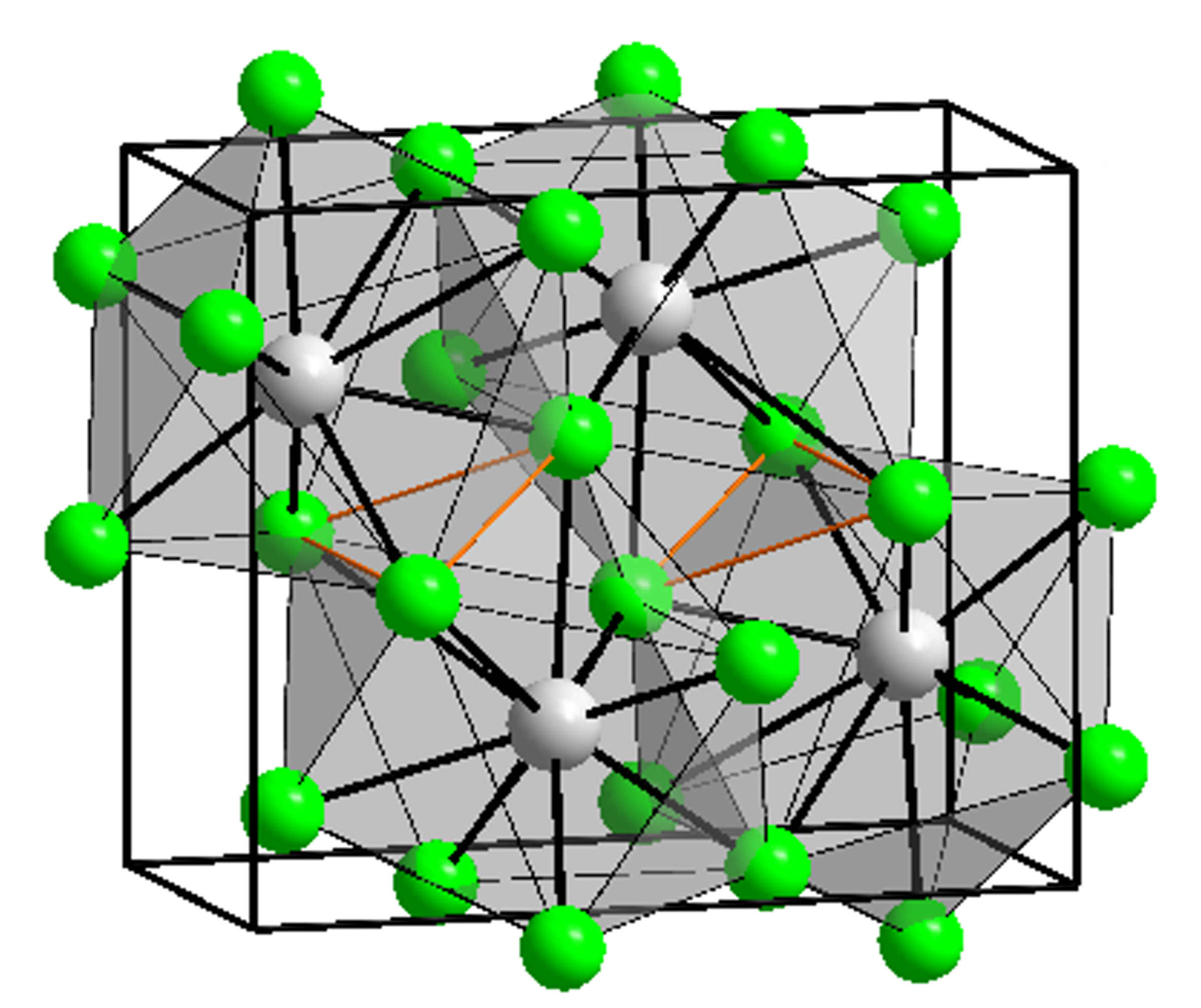
Кристалічна структура котунніту

Котуніт — мінерал, хлорид свинцю координаційної будови. Названий на честь італійського фізика Доменіко Феліче Антоніо Котуньо.

## Загальний опис
Хімічна формула: 4[PbCl2].
Містить (%): Pb — 74,5; Cl — 25,5.
Сингонія ромбічна.
Густина 5,8.
Твердість 3,0.
Безбарвний до білого, іноді зеленуватий і жовтуватий.
Блиск алмазний.
Злом напівраковистий.
Перша знахідка на Везувії у вигляді продуктів сублімації. Асоціює з церуситом, англезитом, матлокітом та ін. вторинними мінералами, як продукт зміни ґаленіту в умовах посушливого клімату і засоленості.
Розвивається на старовинних виробах зі свинцю у морській воді.
Рідкісний.